# Serrenti
Serrenti és un municipi italià, situat a la regió de Sardenya i a la província de Sardenya del Sud. L'any 2004 tenia 5.125 habitants. Es troba a la regió de Monreale. Limita amb els municipis de Furtei, Guasila, Nuraminis, Samassi, Samatzai, Sanluri i Serramanna.

## Administració
| Període | Identitat   | Partit        |
| ------- | ----------- | ------------- |
| 2005-   | Luca Becciu | Llista cívica |